# ميخائيل كوب
ميخائيل كوب (بالإنجليزية: Michael Cobb)‏ هو طبيب بيطري وفلاح وسياسي أسترالي، ولد في 16 مارس 1945 في أستراليا. حزبياً، نشط في الحزب الوطني الأسترالي. وقد انتخب عضو مجلس النواب الأسترالي عن دائرة باركس ‏ (1 ديسمبر 1984 – 31 أغسطس 1998).